# RASAT
RASATはトルコのマイクロサット。TUBITAK-UZAY（トルコ科学技術研究会議 - 宇宙技術研究機構）が保有する。2011年8月17日、ドニエプルロケットによって打ち上げられた。
トルコ初の自主開発、生産のリモートセンシング衛星であり、先行ミッションであるBILSAT-1は2003年に打ち上げられ、2006年8月にバッテリー切れによって終了した。
RASAT計画は2004年に始まった。RASAT計画の主な目的はBILSAT計画によって培われた経験と技術をさらに発展させ、同時にトルコ国内における小型人工衛星の組み立て、統合、実験を行うための基盤を発展させることである。